# 뿌잉뿌잉
뿌잉뿌잉은 발음에서 느껴지는 것과 유사하게 귀여워보이기 위해 애교의 수단으로 사용하는 인터넷의 신조어이다. 